# Bundel (bloeiwijze)
Een bundel is een bloeiwijze met gesteelde bloemen aan een (schijnbaar) onvertakte stengel (as).

## Praktische indeling
Naast een theoretische indeling van bloeiwijzen is er een praktische indeling van bloeiwijzen naar hun uiterlijk. Het is niet altijd eenvoudig om de juiste bloeiwijze te onderscheiden, soms is dit alleen te zien aan de inplanting van de schutbladen, bijvoorbeeld bij de tros en de waaier. Daarom worden in de praktijk de bloeiwijzen vooral onderscheiden naar het uiterlijk. 
Bij een bundel gaat het om een meestal cymeuse bloeiwijze met een korte hoofdas en bloemsteeltjes van verschillende lengte, bijvoorbeeld heelbeen (Holosteum umbellatum).